# 笠野原台地

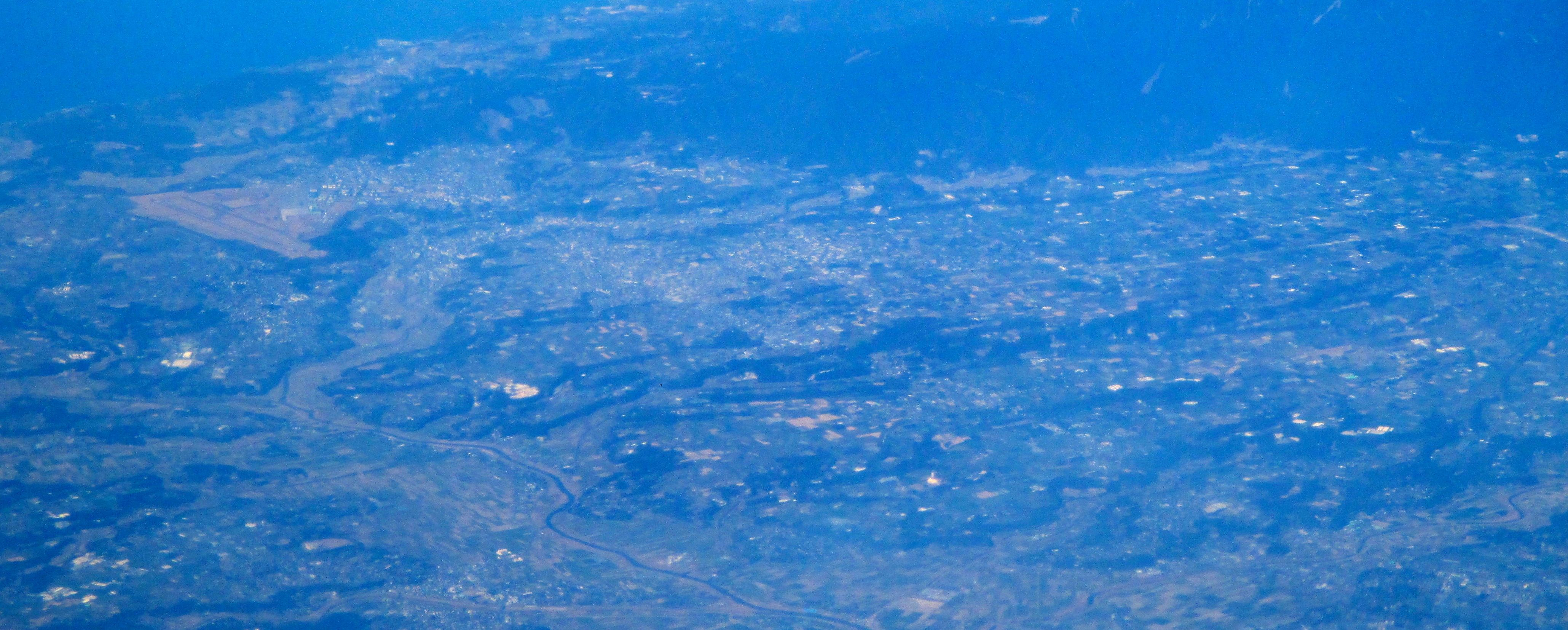
上空から見た笠野原台地

笠野原台地（かさのはらだいち）は、大隅半島中央部にある南北約13キロメートル、東西約10キロメートル、面積約60平方キロメートルの台地であり、肝属平野の北西部を構成する。単に笠野原（かさのはら、かさのばる、かさんばい）とも呼ばれる。九州南部において最も広いシラス台地である。ほぼ全域が鹿児島県鹿屋市に属する。

## 地理
約2万5千年前、鹿児島湾北部にある姶良カルデラで起きた大噴火に伴って発生した入戸火砕流の堆積物から成っている。台地上はきわめて平坦で起伏に乏しく、所々で川が谷を穿っている。台地上面は南北方向にゆるやかに傾斜しており、台地北部は標高約180メートル、南部は標高約20メートルとなっている。台地の縁を囲むようにして西側および南側を肝属川、北側および東側を串良川がそれぞれ流れる。台地上の平坦地はおおむね畑となっているが、南西部は鹿屋市街地が広がりつつある。風が吹き抜けやすい地形のため台風などの被害が大きく風よけのための屋敷森が発達している。

## 歴史

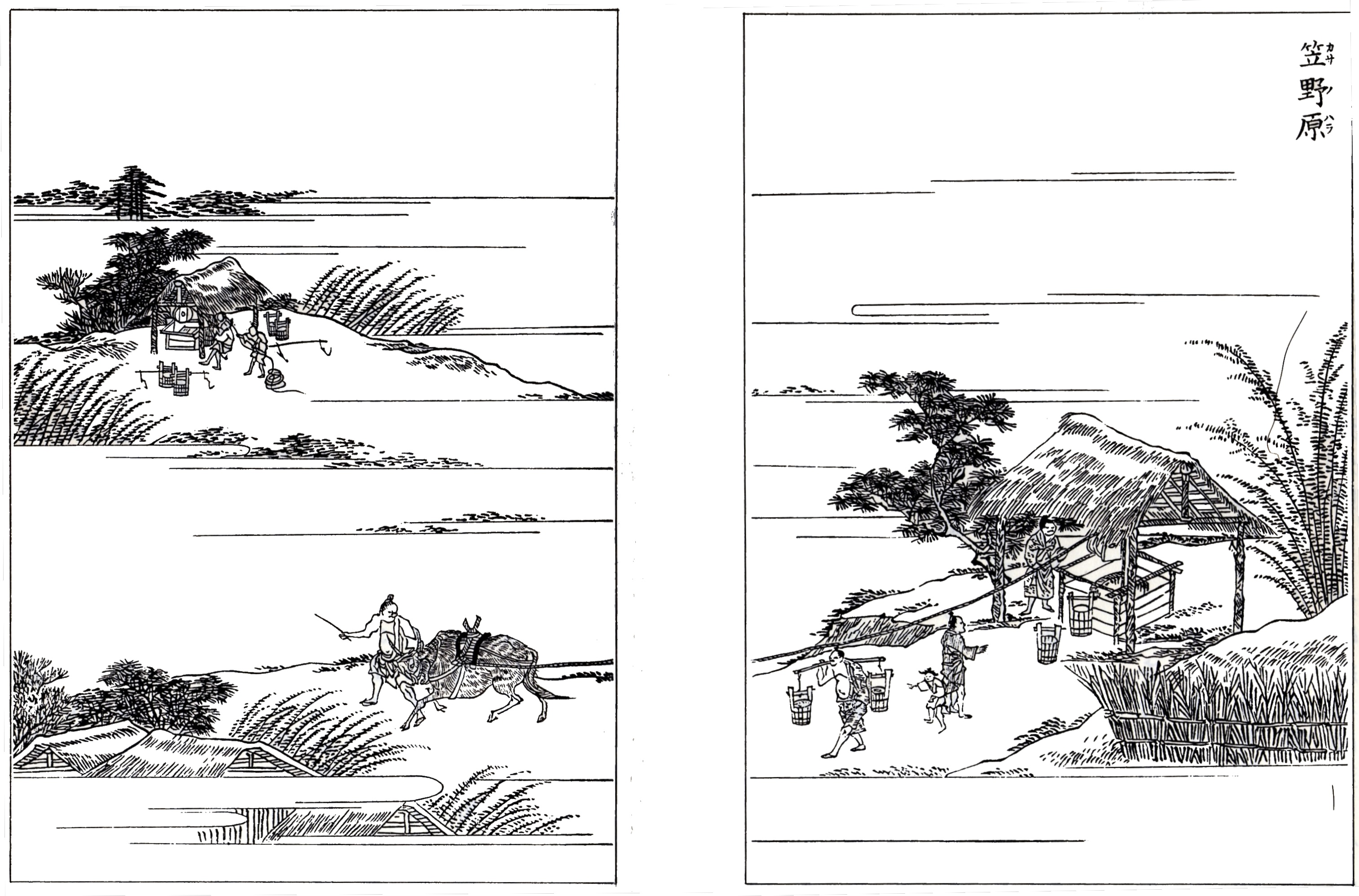
江戸時代の水汲みの様子。『三国名勝図会』の挿絵による。

台地上の水源が乏しい上に土壌の保水力が低く農耕が困難なため江戸時代初期までは荒れ地であった。1704年（宝永元年）、苗代川から朝鮮系住民約160名（約30戸）が坪家（現・鹿屋市笠之原町）に移住し開発が始められた。1725年（享保10年）には集落の北方に玉山宮と呼ばれる祖国の神霊を祀る神社が建てられている。1784年（天明4年）には大飢饉によって甑島列島から48戸の郷士が移住した。移住民の中には薩摩半島の人口過剰対策の一環として強制移住させられた百姓もいた。
次第に開墾が進み江戸時代末までに台地上の約3割が畑となったが、当初から水の確保が課題であった。台地南部では人力で井戸水をくみ上げることができたが、地下水面が深さ50メートルを超える台地中部では牛の力を借りる必要があり、場所によっては深さ80メートル以上の井戸が掘られた。台地北部ではもはや井戸から水をくみ上げることは困難となり、台地脇を流れる川から馬で水を運び上げなければならなかった。文政から天保の時代（1818年から1843年の間）に掘削された深さ約64メートルの土持堀の深井戸は鹿児島県指定史跡となっている。
1914年（大正3年）、笠野原の北西約30キロメートルに位置する桜島で起きた噴火（大正大噴火）のために多くの耕地が火山灰の被害を受けて荒廃し、これをきっかけとして耕地整理事業が始められた。1921年（大正10年）に県立の土地利用研究所、1924年（大正13年）に耕地整理組合が設立され、翌1925年（大正14年）5月から1934年（昭和9年）8月まで約80万円の費用をかけて上水道の敷設と大規模な区画整理が行われ、台地上のほぼ全域が碁盤目状に区画された畑となった。
1927年（昭和2年）、農林省は10か年で500戸の農家を移住させる計画を立て、1929年（昭和4年）初頭の段階で21戸の移住者を見た。当時の新聞記事では「地味非常に肥沃であって、地勢は平坦」と謳われていた。この年も年間50戸の移住者の募集が行われていたが、この最中、鐘淵紡績（現・クラシエホールディングス）の子会社、昭和産業の進出がみられた。昭和産業は養蚕・製糸分野を担っており、桑畑の農地として笠野原台地が選定された。昭和産業は笠野原台地の4分の1を占める1200ヘクタールを買い占める計画を進めた（最終的には1700ヘクタールを買収、当時の鹿屋町内にある桑畑は200ヘクタール程度）。これにより土地不足や地価の高騰が発生したため、耕地整備事業の当初の目的であった「500戸ほどの小作人の移住」は146戸にとどまることになった。なお、昭和産業は第二次世界大戦後の農地改革により経営継続が困難になったことから、1951年（昭和26年）に笠野原台地から撤退している。
区画整理と上水道の整備後も依然として農業用水は不十分な状態が続き、乾燥に強いサツマイモやアブラナなど限られた作物しか作られず、しばしば旱魃に見舞われ農業生産は不安定であった。そこで1955年（昭和30年）から国営笠野原畑地灌漑事業が実施されることになった。具体的には高隈ダムを建設し、それによる畑地灌漑により米の増産を計画であったものの、膨大な開発負担金や開発者の非民主的対応、長年の農政不信などの要因が重なり、農民間の対立が発生し開発反対運動が繰り広げられた。更に高隈ダム建設による集落水没に対する反対勢力が加わったことから運動は大規模になり、脅迫事件や暴力事件が発生するまでに至ったが、1962年（昭和37年）には補償問題が解決し、1967年（昭和42年）に高隈ダムが完成した。大規模な灌漑が行われるようになってから野菜や飼料作物が栽培されるようになり、鹿児島県内有数の畑作・畜産地帯となった。

### 年表
- 1704年 - 苗代川より朝鮮系住民が移住。
- 1784年 - 甑島から郷士が移住。
- 1900年 - 笠野原台地初の水道となる竹管水道を設置。
- 1924年 - 笠之原耕地整理組合を設立。
- 1927年 - 上水道の整備事業が完了。
- 1929年 - 昭和産業が進出。
- 1935年 - 区画整理が完了。
- 1951年 - 昭和産業が撤退。
- 1954年 - 南九州総合開発計画が決定され、開発特定地域に指定される。
- 1955年 - 国営笠野原畑地灌漑事業が閣議決定される。
- 1967年 - 高隈ダムが完成。
- 2014年 - 東九州自動車道 鹿屋串良JCTと大隅縦貫道（串良鹿屋道路）が開通。

## 名称の由来

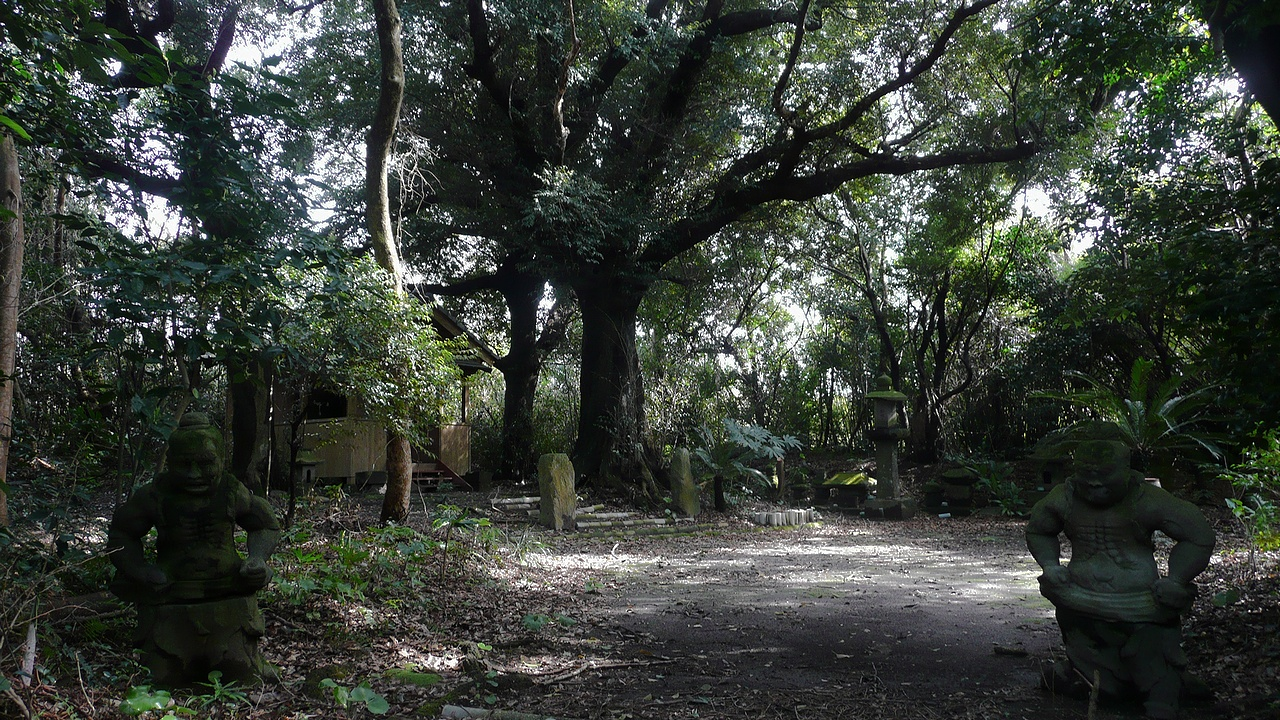
笠野薬師跡

現在の肝付町富山地区にあった笠野薬師による。大隅国設置前（日向国の一部であった時代）の708年に創建されたと伝えられており、日向三薬師（他には高岡法華薬師・帖佐米山薬師）のひとつとされた。